# Jubileo de Oro de Isabel II
El Jubileo de Oro de la Reina Isabel II de 2002 fue la celebración internacional que marcó el 50.º aniversario de la adhesión de la reina Isabel II al trono de los siete países, tras la muerte de su padre, el rey Jorge VI, el 6 de febrero de 1952, y fue destinado a la reina al ser a la vez una conmemoración de sus 50 años como monarca y una oportunidad para ella de dar las gracias oficialmente y personalmente a su pueblo por su lealtad. A pesar de la muerte de la hermana de la reina y su madre en febrero y marzo, respectivamente, de 2002, y las predicciones en los medios de comunicación que el aniversario sería un no-acontecimiento, el jubileo se marcó con eventos de gran escala y popular en Londres en junio del mismo año, datos de composición por los acontecimientos a lo largo de los otros reinos de la Commonwealth. Isabel estuvo presente en todas las celebraciones oficiales como estaba previsto, junto con su esposo, el príncipe Felipe, duque de Edimburgo, más de doce meses, la pareja real viajó más de 64 000 kilómetros al Caribe, Australia, Nueva Zelanda, a continuación, todo el Reino Unido, y concluyó el año jubilar en Canadá. Numerosos monumentos históricos, parques, edificios y similares, también fueron nombrados en honor al jubileo de oro y se emitieron medallas conmemorativas, sellos y otros símbolos.

## Jamaica
Los primeros compromisos oficiales de Isabel relacionados con el Jubileo de Oro tuvieron lugar en Jamaica; para el país, la reina se había adherido en 1952 como monarca del Reino Unido y se convirtió claramente en Reina de Jamaica, 10 años más tarde, su recorrido por la isla coincidió con el 40 º aniversario de la independencia del país. Llegó a la celebración el 18 de febrero de 2002, nueve días después de la muerte de su hermana, la princesa Margarita, Condesa de Snowdon; la reina estableció un corto período en privado, aunque no del Estado, en luto. Isabel fue recibida por primera vez en Montego Bay, después de lo cual viajó a Kingston y ha descansado en su residencia del primer ministro de Jamaica, Jamaica House.
A pesar de algunos sentimientos anti-monárquicos en el país en ese momento, la Reina y el Duque de Edimburgo fueron "con entusiasmo" de los jamaiquinos, el 57% de los encuestados dijo que la visita fue importante para el país y grandes multitudes volvieron a ver a Isabel, aunque hubo pequeñas protestas rastafarianas siguiendo una reparación por la esclavitud y su repatriación a África. La Reina recibió la bienvenida oficial en la King's House, la residencia del Gobernador General, se reunió con los veteranos de Jamaica de la Primera Guerra Mundial, se dirigió al Parlamento de Jamaica, y visitó una zona desfavorecida de Kingston, conocida como Trenchtown, viendo los proyectos de la pobreza urbana mientras estaba ahí. La gira terminó con una nota única cuando, en la cena de clausura en Jamaica, un cortocircuito en King's House cayó en la oscuridad durante la comida; Isabel calificó el hecho como "memorable".

## Nueva Zelanda
Después de su gira por Jamaica, la reina recorrió Nueva Zelanda, haciendo paradas en las ciudades principales como Auckland, Christchurch y Wellington. Isabel y su esposo llegaron al país poco después de que la primera ministra Helen Clark, dijo en un discurso que el régimen de la monarquía de Nueva Zelanda era "absurdo" y que el país debe ser una república; Clark no se hizo presente para saludar a la Reina cuando desembarcaron del Vuelo Real. Sin embargo, las encuestas de opinión en el año mostraron que la gran mayoría de los neozelandeses apoyaron la Monarquía de Nueva Zelanda.

## Australia
La reina Isabel era entonces recibida el 27 de febrero en Adelaida por el Gobernador General, Peter Hollingworth, el virrey de Australia, en ese momento, estaba en medio de la controversia de denuncias de abuso infantil encubriéndose en la Iglesia Anglicana y saludó a los manifestantes de la Reina y al príncipe Felipe cuando aterrizaron en Adelaida. La pareja real realizó una gira de cinco días a través de Australia del Sur y Queensland, que también coincidieron ese año con el Encuentro de los jefes de Gobierno de la Commonweath, reunidos en Coolum Beach. En el cumpleaños de la Reina para 2002, los servicios de acción de gracias se llevaron a cabo en las iglesias y una hoguera fue encendida durante una fiesta en la residencia del Gobernador General en Canberra.

## Reino Unido

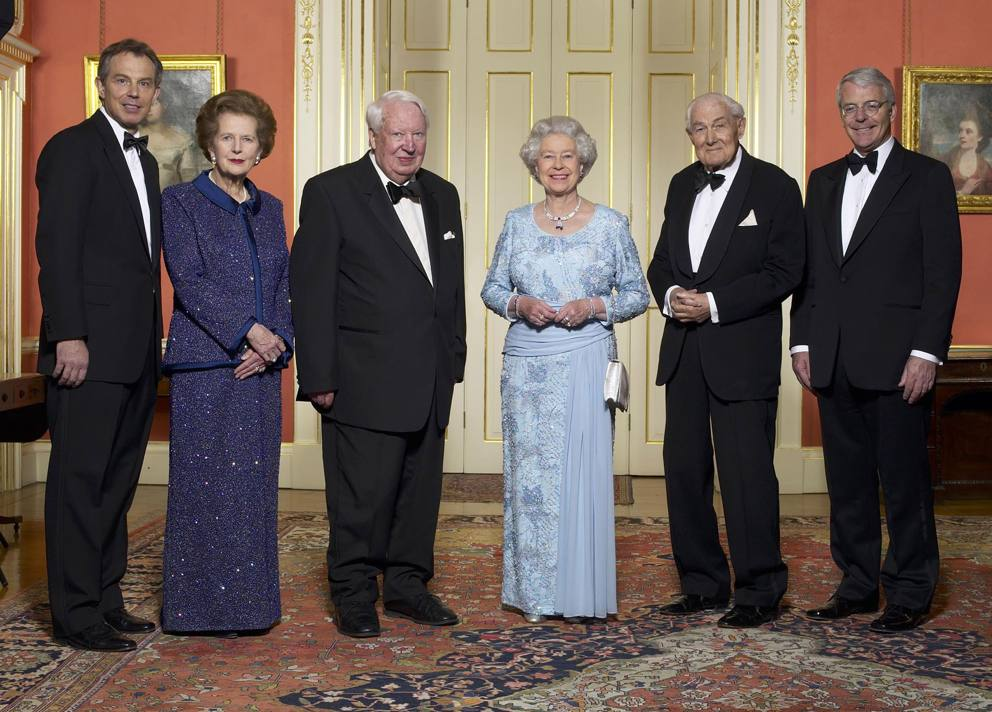
Isabel II fotografiada junto al primer ministro británico Tony Blair y los ex primeros ministros Edward Heath, Margaret Thatcher, James Callaghan y John Major en febrero de 2002

Las celebraciones por el Jubileo de Oro de Isabel II se llevaron a cabo en todo el Reino Unido entre mayo y julio de 2002. En el período previo a las semanas de fiesta, los medios británicos (The Guardian, en particular) predijeron que el jubileo sería un fracaso, argumentando que Gran Bretaña ya no estaba interesado en la monarquía; un penetrante sentido de la apatía entre la población parece confirmar esto. Sin embargo, las predicciones demostraron lo contrario, especialmente durante el fin de semana jubilar oficial, cuando la numerosa gente en los centenares de miles de personas acudieron a participar en las fiestas. Estas festividades culminaron en el evento de 4 de junio en The Mall, en Londres, cuando más de un millón asistió al desfile y al desfile aéreo. El Daily Mail señaló en su editorial: "Como los agrios anti-realistas en el periódico The Guardian y otros lugares se han confundido. Estaban convencidos de que la ocasión sería un fracaso, que la Casa de Windsor ya no era capaz de inspirar las lealtades una sola vez y que de todos modos el concepto de la realeza se pase en un lugar de fresco Britannia."

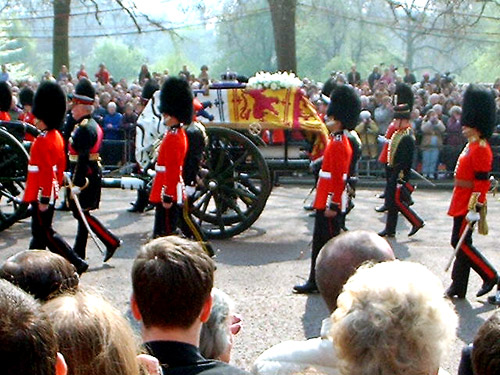
El cortejo fúnebre de la Reina Madre, que tuvo lugar en medio del aniversario.

Fue el 3 de marzo en que la reina y el duque de Edimburgo, regresaron a Londres desde Australia. Ocho días después, el Día de la Commonwealth, la Secretaría del Commonwealth presentó en el Palacio de Buckingham un retrato de Isabel, pintado por Chinwe Chukwuogo-Roy que había sido comisionado para marcar los 50 años de la reina como Jefe de la Commonwealth; el trabajo ahora en Marlborough House, con un estudio parte de la colección de la Reina en el Palacio de St. James. Al final del mes, sin embargo, fue otro golpe para Isabel cuando su madre murió el 30 de marzo, los reinos de la Commonwealth observaron un período de luto, y el 9 de abril, el día de su funeral, más de un millón de personas llenaron la zona fuera de la Abadía de Westminster a lo largo de los 37 km de la ruta del centro de Londres a finales del lugar de descanso de la Reina Madre junto a su marido y la hija menor en la Capilla de San Jorge en el Castillo de Windsor.
Los planes para el Jubileo de Oro en el Reino Unido siguieron adelante como estaba previsto, y después de una cena ofrecida por Tony Blair en 10 de Downing Street para ella y todos sus ex primeros ministros británicos vivientes (Sir John Major, Lady Thatcher, Sir Edward Heath y Lord Callaghan de Cardiff), la Reina inauguró oficialmente las celebraciones en el Reino Unido con un discurso ante ambas cámaras del parlamento británico en el Salón de Westminster el 30 de abril, que marca la quinta vez en cinco décadas que Isabel II se dirigió a su parlamento británico por su propia cuenta. La Reina habla de 50 años inolvidables y los cambios en la vida británica y la sociedad en ese momento, y explicó que la monarquía debe cambiar también, Isabel dijo que había "testigos de la transformación del panorama internacional a través del cual [el Reino Unido] debe trazar su curso" y declaró su "voluntad de seguir, con el apoyo de [la Familia Real], para servir al pueblo... a lo mejor de [su] capacidad a través de los tiempos de cambio por delante."
Para las visitas de buena voluntad de la Reina, que comenzaron el 1 de mayo, dos a tres días donde pasó en cada rincón de Inglaterra, la reina y el príncipe Felipe se detuvieron primero en Cornualles, Devon y Somerset, antes de viajar a Tyne y Wear, luego finalmente a Buckinghamshire y Berkshire. El 13 de mayo, la pareja fue recibida en Irlanda del Norte, y visitó las zonas como el condado de Fermanagh, Cookstown y Omagh. Luego, en gran parte a mediados de mayo, la pareja real se encontraba en Londres, dedicando mucho tiempo a la promoción de las artes, que asistieron a la Exposición de Flores de Chelsea, dedicando la Galería de la Reina en el Palacio de Buckingham, y asistiendo a una recepción en la Royal Academy of Arts. Los viajes del jubileo se reanudaron el 23 de mayo con un viaje de seis días a Escocia, la familia real se detuvo primero en Glasgow, y luego viajó a Edimburgo, Dundee y Aberdeen, y tras el fin de semana jubilar en Londres, la Reina y el Duque de Edimburgo viajaron el 7 de junio a West Sussex, pasaron tres días en Gales, recorriendo Anglesey, Llanelli y Cardiff. Al mes siguiente, la pareja real realizó viajes de dos días a la región de West Midlands, Yorkshire (donde la reina visitó el set de la telenovela Emmerdale), y en los condados de Suffolk y Norfolk, así como llevaron a cabo unos tres días de viajes de buena voluntad a Liverpool y Mánchester, donde la reina abrió los Juegos de la Commonwealth de 2002. La reina cerró julio en un tour por la región de East Midlands, y terminó su gira nacional visitando Lancashire.
Entre otros varios eventos independientemente organizados para celebrar el Jubileo en junio de 2002 fueron la estadificación del Ejército Británico en Portsmouth de un desfile especial de 6.000 efectivos de las tres ramas de las Fuerzas Armadas Británicas, los guardaespaldas de la reina montaron un desfile unidos, en donde 300 miembros de los Gentlemen at Arms, Yeoman of the Guard y los Yeoman Warders marcharon juntos por primera vez en los siglos desde sus respectivas fundaciones. Isabel también ofreció un banquete para todos los reyes y las reinas reinantes de Europa, uno para todos sua gobernadores generales titulares, y fiestas en el jardín, tanto en el Palacio de Buckingham y el Palacio de Holyrood para las personas nacidas en el Día de Adhesión de 1952. En todo el país, se organizaron fiestas en la calle, para los que unos 40.000 kits de herramientas se distribuyeron.

### Fin de semana del Jubileo de Oro

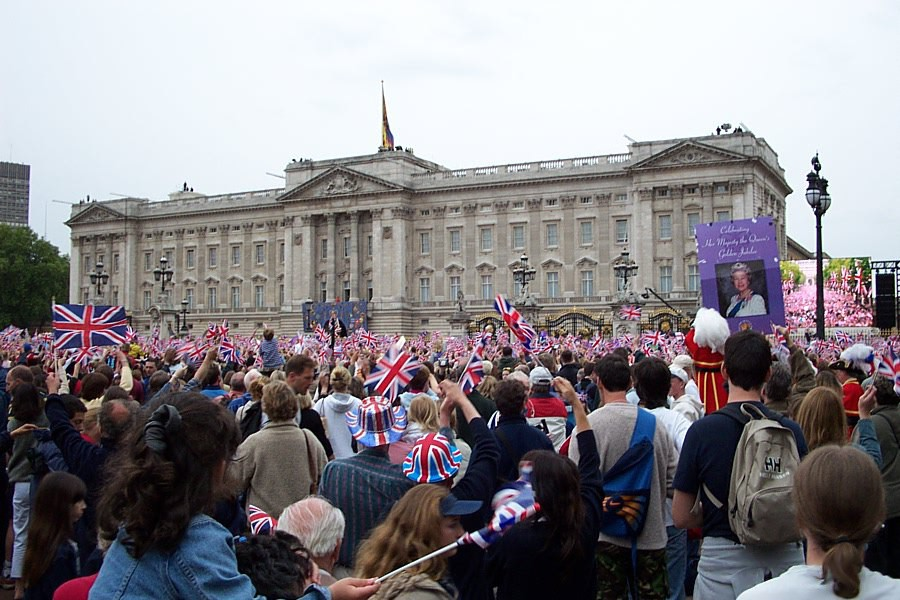
Gente ondeando sus banderas fuera del Palacio de Buckingham.

El fin de semana del Jubileo de Oro se llevó a cabo entre el 1 y 4 de junio de 2002 en Londres, para que la Reina y el Duque de Edimburgo dejaran Escocia el 29 de mayo para hacer los últimos preparativos. La primera noche, el sábado, el Prom at the Palace se llevó a cabo en los jardines del Palacio de Buckingham y destacó la música clásica, de los dos millones que solicitaron entradas, 12.500 personas fueron seleccionados para asistir, haciendo al evento el más grande jamás celebrado en la propiedad real. Las multitudes fueron agasajadas por la Orquesta Sinfónica de la BBC y la BBC Symphony Chorus, dirigido por Sir Andrew Davis, y vocalistas invitados fueron Kiri Te Kanawa, Thomas Allen, Angela Gheorghiu y Roberto Alagna.
Al día siguiente, la reina y su esposo asistieron a una misa en la Capilla de San Jorge, Castillo de Windsor, mientras que sus familiares estuvieron presentes en los servicios de acción de gracias de otras partes del Reino Unido; el príncipe de Gales y sus hijos, los príncipes William y Harry, en Swansea; el Príncipe Eduardo y la condesa de Wessex en Salisbury; la Princesa Real en Ayr.
Después de un tiempo el 3 de junio de gira en Eton y Slough, la reina Isabel y el Duque de Edimburgo, regresaron a Londres y antes de la 1:00 p. m. se lanzó en cadena nacional el BBC Music Live Festival, en el cual más de 200 pueblos y ciudades de todo el Reino Unido publicaron reproduciendo la canción de los Beatles "All You Need Is Love". Durante el día, fiestas callejeras se realizaron en todo el país, y que por la noche, la Reina, el príncipe Felipe, y otros miembros de la inmediata Familia Real, se hicieron presente en otro concierto en el recinto del Palacio de Buckingham, esta fiesta, llamada Party at the Palace, presentó los logros en la música pop en los últimos 50 años, con actos encabezados como Paul McCartney, Eric Clapton, Cliff Richard, y Tony Bennett. El guitarrista de Queen, Brian May, inició el evento tocando su adaptación de "God Save the Queen" desde el techo del palacio, y Paul McCartney concluyó la noche con números como "While My Guitar Gently Weeps" y "Hey Jude", los cuales cada uno realizó antes y después de que la Reina encendió el Faro Nacional en el Victoria Memorial, el último de una serie de 2,006 faros para ser encendidos en una cadena en todo el mundo, haciéndose eco del propio Jubileo de Oro de la Reina Victoria en 1887. A 12,000 personas se les permitió en el concierto, mientras un adicional de un millón de personas atestaron The Mall para ver y escuchar a las festividades en las pantallas de televisión gigantes y unirse con el canto del público fuera de las puertas del Palacio de Buckingham, y aún más de unos 200 millones vieron el evento por televisión en todo el mundo.

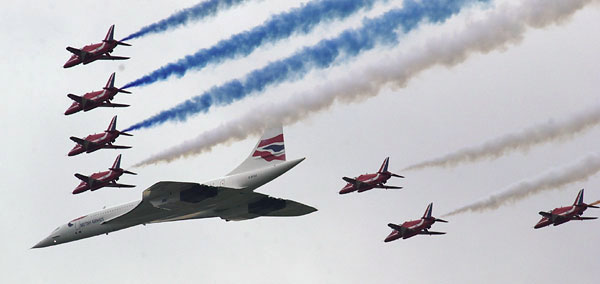
El Concorde y los Red Arrows pusieron fin al desfile aéreo en el Palacio de Buckingham el 4 de junio.

El 4 de junio, toda la Familia Real asistió al Servicio Nacional de Acción de Gracias en la Catedral de San Pablo, al que la reina se encontraba en el Carruaje Estatal Dorado, seguido de un almuerzo en Guildhall. Allí, la Reina se dirigió al público y expresó su orgullo por los logros de la Commonwealth, tanto durante su reinado como reina y en todo tiempo, Isabel fue citada diciendo: "La gratitud, respeto y orgullo, estas palabras resumen lo que siento por la gente de este país y la Comunidad - y lo que este jubileo de oro significa para mí." La procesión jubilar a continuación, comenzó a lo largo de The Mall a la tarde, además de los artistas de la Reina, numerosas carrozas fueron decoradas para ilustrar la vida británica a través de los años del reinado de Isabel y conducido a través del The Mall. El desfile concluyó con 5.000 adultos y niños desde los 54 Estados miembros de la Commonwealth marchando con sus trajes nacionales diferentes antes de la presentación de la Reina y con ella un "arco iris de los deseos", que consiste en notas manuscritas de los niños de la escuela a través de la Commonwealth. Frente a más de un millón de personas, la Familia Real se reunió en el balcón de la Habitación Central del Palacio de Buckingham y vio un desfile aéreo que consistió en todo tipo de aviones de la Royal Air Force en el servicio (27 en total), el Concorde, y los Red Arrows. Solo había un público que tomó nota negativa del evento en relación con el aniversario, cuando unos 40 activistas, en su mayoría procedentes de los anarquistas del Movimiento Contra la Monarquía, fueron detenidos durante una protesta en el período previo al fin de semana jubilar.

### Celebraciones en Dependencias de la Corona Británica y los Territorios de Ultramar
En las Islas Turcas y Caicos, un territorio británico de ultramar, para los cuatro primeros días de junio, las celebraciones tuvieron lugar en todas las Islas, presididas por el gobernador Mervyn Jones. El Departamento de Relaciones Públicas de la Consejería de Turismo para la Comisión del Jubileo produjo el Folleto de recuerdo del Jubileo, con texto e imágenes que cubren la histórica visita Real proporcionada por el Museo Nacional, solo 5,000 fueron producidos, el primer número de emisión fue entregado a la reina Isabel II ella misma. El museo también proporcionó fotografías para la producción de tres series de sellos, y para el Fin de Semana Jubilar, preparó una exposición temporal sobre las visitas reales, con otros elementos del pasado, como las medallas de la coronación contemplada de algunos residentes locales en 1953. Otros artículos producidos para conmemorar el Jubileo se hizo una corona de paja de Caicos Central por Loathie Harvey y Judy Geddis, dos monedas de 20 coronas, y una tarjeta de identificación a todos los niños de la escuela como un recuerdo de la ocasión histórica.

## Canadá
Durante 12 días en octubre de 2002, la Reina y el príncipe Felipe visitaron Canadá, haciendo paradas en Victoria, Vancouver, Winnipeg, Toronto, Hamilton, Hull, Fredericton, Sussex, Moncton, y Ottawa. El viaje fue también el único que fue la primera visita real para el nuevo territorio de Nunavut, donde la pareja real hizo su parada de Canadá por primera vez en Iqaluit. Allí, el 4 de octubre, la Reina abrió y se dirigió a la nueva asamblea legislativa, precisando en su discurso: "Me siento orgullosa de ser el primer miembro de la Familia Real Canadiense para ser recibida en el nuevo territorio de Canadá." Después de una caminata a través de Iqaluit, la Reina dio a conocer una de las señales de tráfico en la calle principal de la ciudad, que había sido renombrada en su honor.
Desde Nunavut, el grupo real voló a Victoria, donde la Reina y el Duque de Edimburgo fueron recibidos por el vicegobernador de la provincia. El sábado fue pasado en un retiro privado y, el domingo, la reina asistió a los servicios religiosos en la Iglesia Catedral de Cristo, realizó una caminata no programada respecto después del sermón, y viajó a la sede del parlamento provincial para dar a conocer un vitral que conmemora el Jubileo de Oro. Una vez que Su Majestad estaba fuera de la legislatura, los Snowbirds realizaron un acrobático "fly-by" para la soberana y una audiencia reunida de unas 16.000 personas.
En Vancouver, el 6 de octubre, la Reina, acompañada de Wayne Gretzky, y delante de una multitud de 18.000 en el General Motors Place, dejó caer el primer puck ceremonial para el juego de la National Hockey League de exposición entre los Vancouver Canucks y San Jose Sharks, lo que era la primera vez que un monarca reinante, canadiense o de otro modo, había realizado esa tarea. La Reina y el príncipe Felipe luego observaron el primer período del juego desde el palco real (la primera vez que lo habían hecho fue en su primer partido de hockey en el Maple Leaf Gardens en 1951).
En Winnipeg, la Reina realizó un paseo en The Forks, re-dedicó la recién restaurada estatua de Golden Boy en lo alto del Edificio Legislativo de Manitoba, y asistió a una función de la noche del Royal Winnipeg Ballet, acompañado por la Orquesta Sinfónica de Winnipeg y Loreena McKennitt.
Su Majestad y Su Alteza Real el 9 de octubre fueron bienvenidos a Ontario por el Teniente Gobernador de Ontario y miles de curiosas personas en Toronto, y que por la noche, apareció en un festival, montado en el Exhibition Place, destacando el avance de la provincia en los últimos cinco décadas. Después de un día de relajación, la Reina se aventuró a Sheridan College, para ver a los estudiantes aprender animación por computadora, y Hamilton, donde al Copps Coliseum ella, como coronel en jefe, presentó el Argyll and Sutherland Highlanders de Canadá con sus nuevos colores . Se reunió por su esposo, Isabel asistió en la sede de la Canadian Broadcasting Corporation de Toronto, un acontecimiento que marcó el 50° aniversario de la organización; allí, vio exposiciones y se divirtió con una pantalla de vídeo que mostró sus giras anteriores de Canadá en la década de 1950. Por último, la pareja real se encontraban en la audiencia del Roy Thompson Hall para un concierto de gala de talento canadiense, entre ellos, Oscar Peterson, Evelyn Hart, Harrington Rex, el Cirque du Soleil, The Tragically Hip, y otros.
A medida que la gira continuó en las provincias marítimas, la comitiva real llegó a la Casa de Gobierno en Fredericton, Nuevo Brunswick, donde fueron recibidos por miles. La parada en esta provincia fue breve, sin embargo (a solo 25 horas en total) con la Reina y el Duque de Edimburgo volaron en helicóptero a la mañana siguiente desde Fredericton a Sussex y luego a Moncton, donde asistió a un almuerzo en Dieppe para celebrar el 50.º aniversario de la ciudad y se inauguró oficialmente una nueva terminal en el Aeropuerto Internacional del Gran Moncton.
Desde la costa este, la pareja real voló hacia el oeste de nuevo a la capital nacional, Ottawa, para ser recibida allí por el vice primer ministro John Manley, que había antes, en el día de la llegada de la Reina en Canadá, causó controversia al afirmar que Canadá debería convertirse en una república. Al día siguiente, 13 de octubre, un multi-religioso llevó a cabo la celebración de Acción de Gracias en la Colina del Parlamento por cerca de 3.500 personas, y la Reina depositó una ofrenda floral en la Tumba del Soldado Desconocido. Una cena de Estado se celebró por la noche en el Museo Canadiense de la Civilización en Gatineau, Quebec, en el que Su Majestad dijo: "[Quiero] expresar mi profunda gratitud a todos los canadienses... por la lealtad, el estímulo y el apoyo que le han dado para mí en estos últimos 50 años." A medida que su caravana pasó por el río Ottawa, en Quebec, unos 100 manifestantes gritaban obscenidades a la Reina en francés, agitando banderas de Quebec y cantando "Queremos un país, no una monarquía", fue la única protesta durante la gira del jubileo en Canadá.
En el último día de la visita, la Reina, como Comisionado Honorario, asistió a un espectáculo de paseo musical de la Real Policía Montada del Canadá antes de mudarse a su último evento importante en Canadá: un almuerzo en el Rideau Hall para cincuenta canadienses distinguidos (uno de cada año del reinado de Isabel). La Reina también plantó otro árbol en los terrenos de su residencia canadiense, y se reunió con miembros de la Real Sociedad de la Commonwealth. La reina y el príncipe Felipe a continuación, salieron de Canadá el 15 de octubre.

## Celebraciones fuera del ámbito de la Commonwealth
Las celebraciones del Jubileo Dorado tuvieron lugar fuera de los reinos de la Commonwealth, como en Nueva York, donde la cima del edificio Empire State fue iluminado en púrpura real y oro que el alcalde de la ciudad, Michael Bloomberg, y los funcionarios del consulado británico dijeron que era un signo de agradecimiento tanto a la Reina por haber tenido el himno nacional estadounidense reproducido en el Palacio de Buckingham durante el Cambio de Guardia el 13 de septiembre de 2001 y al pueblo británico por su apoyo después. Hacía más de 10 años desde que el Empire State dio un gran honor a un no individuo de los Estados Unidos, el caso más reciente fue cuando Nelson Mandela visitó Nueva York después de su salida de la cárcel en 1990.

## Monumentos y recuerdos
Antes, durante y después del año jubilar, los recuerdos fueron creados, se dio a conocer los monumentos y obras públicas con nombre en conmemoración al acontecimiento real. En Australia, Australia Post publicó un sello especial que combina imágenes antiguas y nuevas de la reina Isabel II, junto con un folleto delineando el reinado de la reina.
En Canadá, el Gobernador en Consejo destinó $CAD 250,000 en calidad de donación en nombre de la Reina al Proyecto de Memoria del Instituto Dominio, destinado a educar a los jóvenes canadienses en las experiencias y contribuciones de los veteranos del país desde la Primera Guerra Mundial a través de moderna misiones por mantenimiento de la paz Las provincias también marcaron el hito; Gobernador en Consejo de Ontario, con el asesoramiento de su primer ministro, aprobó el cambio de nombre de Dalton Digby Wildlands Provincial Park como Queen Elizabeth II Wildlands Provincial Park y, en Saskatchewan, una estatua ecuestre de la reina Isabel II fue encargada y erigida junto a los Jardines de la Reina Isabel II en los terrenos del Edificio Legislativo. En Alberta, la Ley de reconocimiento del Jubileo de Oro de Isabel II estableció la Medalla de Ciudadanía del Jubileo de Oro de la Reina, las Becas del Jubileo de Oro de la Reina de las Artes Visuales y Escénicas, y el Premio del Primer Ministro de Ciudadanía en el reconocimiento del Jubileo de Oro de la Reina.
Una moneda especial de £5 fue lanzada en el Reino Unido para celebrar el acontecimiento, y el Premio del Jubileo Dorado de la Reina anual de los grupos de servicio voluntario fue fundado en 2002, mientras que las empresas privadas produjeron varios adornos y baratijas como recuerdos del jubileo; fabricantes como Spode crearon diversas formas de porcelana conmemorativa y joyas de cristal. En el castillo de Windsor, el Jubilee Gardens abrió, la primera nueva zona pública que se creó desde 1820, y de 51 metros, la montaña rusa invertida, Jubilee Odyssey, fue construida en el parque temático de Fantasy Island en Lincolnshire.

## Resultados
Se sostuvo en el análisis retrospectivo que el jubileo se había de beneficiar tanto al nacionalismo y la monarquía; The Daily Mail dijo: "Por debajo y delante de ella un evento tan mágico y magnífico como el Jubileo de Oro se fue desplegando ante ella ojos cautivados (Gran Bretaña estaba redescubriendo la tierra de la esperanza y la gloria)", y The Globe and Mail dijo:" Cuando ella delicadamente se inclinó para colocar un disco en un partido de la NHL... que tal vez logró la fusión más brillante del simbolismo en la historia de Canadá... El JumboTron en GM Place de Vancouver, dijo a todos, la cifra intermitente de EIIR de oro de la reina en la pantalla gigante sobre el anuncio de cerveza: "Soy canadiense". La gente se volvió histérica."